# 邵疇
邵 疇（しょう ちゅう、235年 - 274年）は、中国三国時代の呉の政治家・武将。字は温伯。揚州会稽郡の人。

## 生涯
邵疇は会稽太守郭誕の功曹をつとめていた。
鳳凰3年（274年）、会稽郡にて、孫晧は既に亡くなっており、章安侯孫奮が天子になるであろうという妖言が流行った。臨海太守奚熙は郭誕に書簡を送り、国政を非難した。郭誕は、奚熙の国政を非難する書簡のことは上言したが、妖言については上言しなかったということで逮捕されると、気が動転して自らの無実を明らかにできなかった。邵疇は郭誕に謁見していった。「ただいますべては私の責任ということにいたしますので、太守さまにはご心配ご無用です。」邵疇はすぐさま役人のもとに出頭すると、妖言について上言しなかったのは自分の処置によるものであり、太守の罪ではないと、すすんで陳述した。役人は邵疇のいうところを上聞したが、孫晧の怒りは全く衰えなかった。邵疇は、このままでは郭誕も死を免れぬであろうことを慮り、自殺をしてみずからの罪を証らかにしようとし、死に臨み、次のような言葉を残した。「私は辺鄙後に成長し、政治教化の道には通じておりませんでしたが、由緒ある家柄だということで、本郡の役所に身を置くこととなり、同輩たちをとびこえて、役所の中でも高い地位をえたのでございます。ただ盛んなるご教化を宣揚するのに力を添えることも、人々の幸福な生活を計ってやることもできぬままでありました。ただいま妖言が横行して、国家を傷つけ綱紀を乱しておりますが、私は、人々ががやがやとしゃべり立てる言葉は、もともと事実ではないのだから、たとえ家ごとに語られ人ごとに詠われたとしても、心配する必要もないのだと考えました。天下と申しますものはいわば貴重な宝器でありますのに、身分のない者どもがそれについて勝手な取りざたをいたしたのであります。その内容の下劣さを疾んで、それがお耳に達するのは堪えられず、汚いものに蓋をして、それを書きとめることもせず、騒がしさもやがては沈静化し、自然に終息するであろうのを待とうと考えた次第でございます。私は愚かな心をもって一途に、つねづねこの旨を強く主張いたしてまいりました。それゆえ郭誕も、その考えるところをまげて、だまって私の意見に従われたのでございました。このたびの過ちは、実は私に出たことでございます。ここに謹んで、死罪も覚悟のうえで、ご関係の役人さまに対し私の罪を認めた次第でございます。天子さまにはご聖観を垂れられ、事態をお見通しいただきますように。」役人が邵疇の死体を検分してこの文書を発見し、孫晧に報告した。その結果、郭誕は死刑をまぬがれて、建安に送られ、船を作る労役に従うこととなった。邵疇は、死んだとき、年は40歳であったという。孫晧は、邵疇の節義を嘉して、郡と県との役所に詔を下して、邵疇の姿を廟堂に画かせたという。